# Portrait de Jeremias de Decker
Le Portrait de Jeremias de Decker est un tableau à l'huile sur bois qu'a réalisé le peintre néerlandais Rembrandt entre 1656 ou 1666. Il représente le poète néerlandais Jeremias de Decker (ou de Dekker). L'œuvre est conservée au musée de l'Ermitage à Saint-Pétersbourg (Russie).
Jeremias de Decker (né en 1609 et mort en 1666), poète et ami de Rembrandt, a composé plusieurs poèmes ayant pour thème des œuvres du peintre, et notamment ce même portrait. De Decker y mentionne que ce tableau fut réalisé gratuitement et offert par Rembrandt.

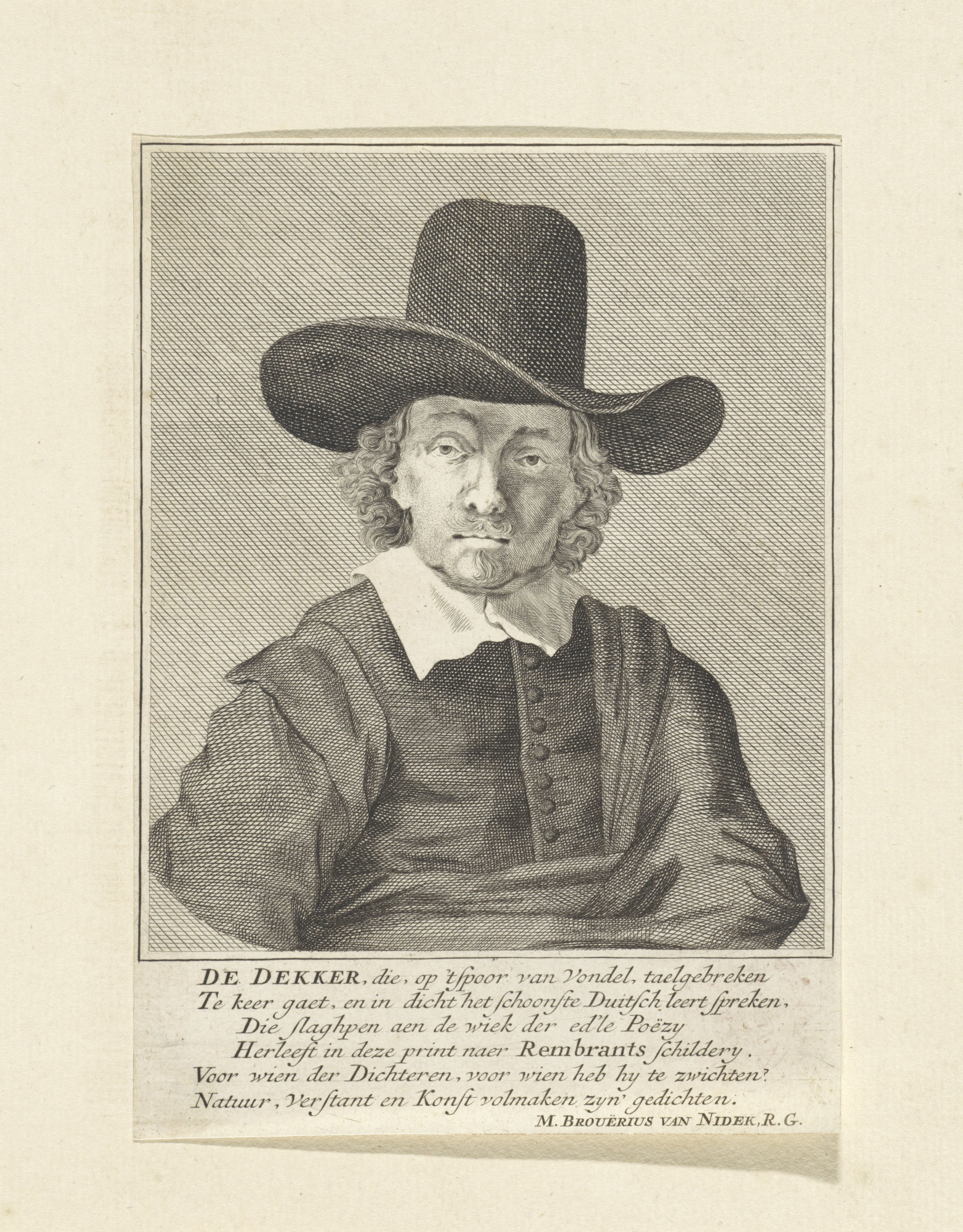
Anonyme, Portrait de Jeremias de Becker, d'après Rembrandt, gravure, 1692-1743, Rijsksmuseum Amsterdam.

La date du tableau est controversée. En bas à droite figure une signature : Rembrandt f. 1666 ou 1656. Un poème de H. F. Waterloos indique que Rembrandt a réalisé un portrait de De Becker avant 1660, ce qui suggérerait que deux portraits auraient été réalisés (et que le premier pré-1660 a été perdu). Toutefois, le style de ce portrait le rapproche des tableaux de Rembrandt de la décennie 1650 ; de plus, le deuxième 6 de la signature peut être un 5 endommagé ou mal restauré.
Le portrait peint par Rembrandt a servi de source à une gravure anonyme représentant le poète et incluse dans une édition de ses œuvres.

## Sources
- [van de Wetering 2014] (en) Ernst van de Wetering, A Corpus of Rembrandt Paintings, vol. VI : Rembrandt's Paintings Revisited: A Complete Survey, Dordrecht, Springer, coll. « Rembrandt Research Project », 2014, 736 p. (ISBN 978-94-017-9173-1, DOI 10.1007/978-94-017-9240-0), p. 636.
- [De Raaf 1912] (nl) K. H. De Raaf, « Rembrandt's portret van Jeremias de Decker », Oud Holland, vol. 30, no 1,‎ 1912, p. 1-5 (DOI 10.1163/187501712X00017, JSTOR 42717879).